# Andrea Sacchi

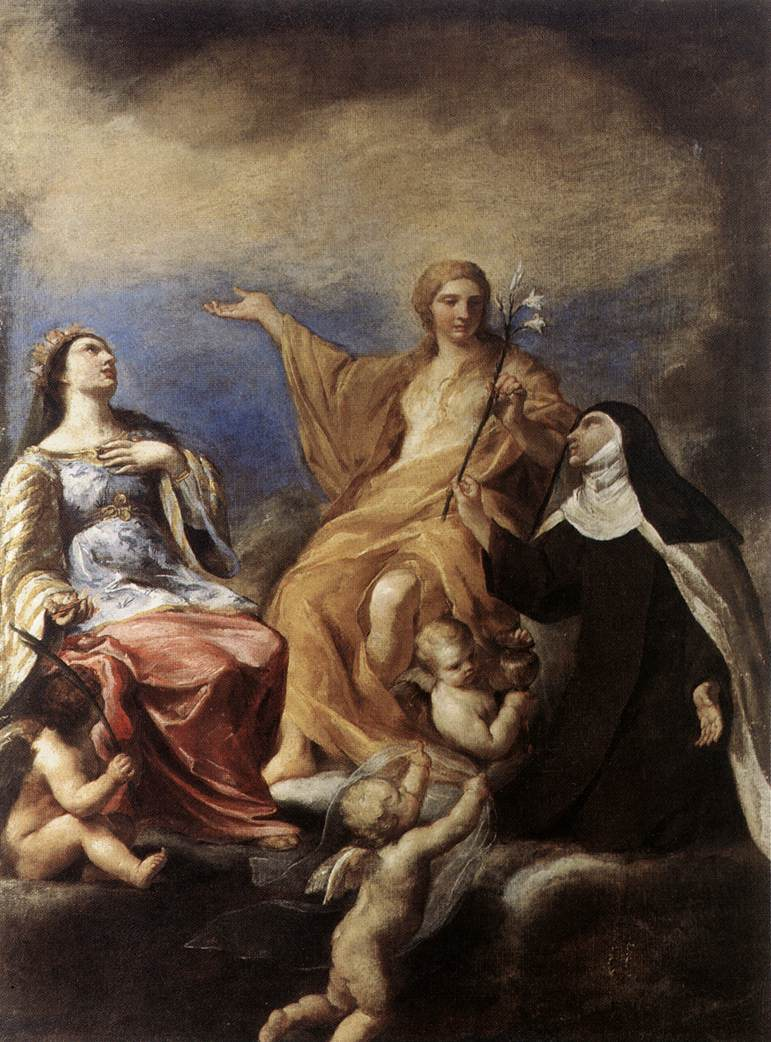
Andrea Sacchi, Trzy Magdaleny (1634)

Andrea Sacchi (ur. przed 30 listopada 1599 w Nettuno, zm. 21 czerwca 1661 w Rzymie) – włoski malarz okresu baroku, przedstawiciel nurtu klasycyzującego.
Był uczniem Francesca Albaniego. Wzorował się na stylu Guida Reniego i Annibale Carracciego. Przyjaźnił się z Nicolasem Poussinem. Wraz z Pietrem da Cortona pracował przy dekoracji Palazzo Barberini w Rzymie. Wykonał też mozaiki w pendentywach kopuły bazyliki św. Piotra. Był również architektem (kaplica św. Katarzyny ze Sieny w zakrystii kościoła Santa Maria sopra Minerva). Jego uczniem był m.in. Carlo Maratta.

## Wybrane dzieła
- Cud św. Bonawentury (1632-36), Santa Maria della Concezione, Rzym
- Hagar i Izmael na pustyni (ok. 1630), National Gallery of Wales, Cardiff
- Marcantonio koronowany przez Appola (1641), Metropolitan Museum of Art, Nowy Jork
- Odpoczynek podczas ucieczki do Egiptu, Galeria Obrazów Starych Mistrzów w Dreźnie
- Pijaństwo Noego (1639-45), Gemaldegalerie, Berlin
- Śmierć św. Anny (1648-49), San Carlo ai Catinari, Rzym
- Św. Antoni wskrzesza zmarłego (1632-36), Santa Maria della Concezione, Rzym
- Wizja św. Romualda (ok. 1631), Muzea Watykańskie
- Wnętrze kościoła Santa Maria in Vallicella w czasie uroczystości kanonizacyjnych św. Filipa Nereusza (ok. 1622), Muzea Watykańskie